# Paul Biya
Paul Biya (tên khai sinh Paul Barthélemy Biya'a bi Mvondo; 13 tháng 2 năm 1933) là tổng thống Cameroon kể từ ngày 6 tháng 11 năm 1982. Ông là tổng thống cầm quyền lâu thứ hai ở Châu Phi, phục vụ liên tục lâu nhất cho nhà lãnh đạo quốc gia không thuộc hoàng gia hiện tại trên thế giới và nguyên thủ quốc gia cao tuổi nhất trên thế giới.
Là người gốc miền nam Cameroon, Biya thăng tiến nhanh chóng với tư cách là một quan chức dưới thời Tổng thống Ahmadou Ahidjo vào những năm 1960, giữ chức Tổng thư ký của Tổng thống từ 1968 đến 1975 và sau đó Thủ tướng Cameroon từ 1975 đến 1982 Ông kế nhiệm Ahidjo làm tổng thống sau khi ông này bất ngờ từ chức vào năm 1982 và củng cố quyền lực trong một cuộc đảo chính được dàn dựng từ năm 1983–1984, trong đó ông đã loại bỏ tất cả các đối thủ chính của mình.
Biya đã đưa ra các cải cách chính trị trong bối cảnh hệ thống một đảng vào những năm 1980, sau đó chấp nhận giới thiệu chính trị đa đảng vào đầu những năm 1990 dưới áp lực nghiêm trọng. Ông đã giành chiến thắng trong cuộc bầu cử tổng thống năm 1992 với 40% số phiếu đa nguyên, một lá phiếu và được bầu lại với tỷ số cách biệt lớn trong 1997, 2004, 2011, và 2018. Các chính trị gia đối lập và các chính phủ phương Tây đã cáo buộc việc bỏ phiếu bất thường và gian lận trong mỗi dịp này. Nhiều nguồn độc lập đã cung cấp bằng chứng rằng ông đã không giành chiến thắng trong cuộc bầu cử năm 1992 và các cuộc bầu cử sau đó đã bị gian lận tràn lan.